# Sata salamaa
Sata salamaa (finlandese: "Cento lampi") è il sesto album di studio della cantante pop finlandese Vicky Rosti, pubblicato attraverso l'etichetta Flamenco nel 1987.
La titletrack rappresentò la Finlandia all'Eurovision Song Contest 1987, piazzandosi 15 su 22.

## Tracce
1. Sata salamaa
2. Ole mulle totta
3. Aamuinen tähdenlento
4. Jee, jee vapauteen
5. Erämaa
6. Sata lintua
7. Päivä ilman kahvia
8. Parhaimmat päivät
9. Ja sydän lyö
10. Miksei mun kitara soi